# Hochland-Ameisenschlüpfer
Der Hochland-Ameisenschlüpfer (Myrmotherula schisticolor, Syn.: Formicivora schisticolor), zählt innerhalb der Familie der Ameisenvögel (Thamnophilidae) zur Gattung Myrmotherula.
Die Art kommt in Mittel- und Südamerika vom Süden Mexikos bis Westecuador und Ostperu vor. Sie ist der am weitesten verbreitete Ameisenschlüpfer außerhalb des Amazonasbeckens.
Das Verbreitungsgebiet umfasst tropische oder subtropische Bergausläufer,  Bergwald zwischen mindestens 600 und 2400 m Höhe.
Der lateinische Artzusatz kommt von lateinisch schistus ‚Schiefer‘ und lateinisch color ‚Farbe‘.

## Merkmale
Der  Vogel ist 9 bis 10 cm groß und wiegt zwischen 8 und 10 g. Das Männchen ist dunkelgrau mit schwärzlichen Flügeln, Brust und Kehle sind dunkel schwarz. Es hat einen versteckten weißen Interskapularfleck. Die Flügeldecken haben weiße Spitzen. Es ähnelt dem Weißflanken-Ameisenschlüpfer (Myrmotherula axillaris) und dem Salvadoriameisenschlüpfer (Myrmotherula minor), die jedoch nur sehr umschrieben vorkommen und weniger dunkel gefärbt sind.
Das Weibchen ist  statt schwarz ockerfarben, die Oberseite grau-oliv, Flugfedern und Schwanz sind bräunlicher, die Flügeldecken haben rotbraune Ränder, Kehle und Brust sind zimtfarben. Jungvögel ähneln den Weibchen, weisen aber noch keinen schwarzen Kehlfleck auf.

## Geografische Variation
Es werden folgende Unterarten anerkannt:
- M. s. schisticolor (Lawrence, 1865), Nominatform – Südostmexiko bis Westecuador
- M. s. sanctaemartae Allen, 1900 – Nordkolumbien und Nordvenezuela
- M. s. interior (Chapman, 1914) – Ostkolumbien und Ostecuador bis Südperu

## Stimme
Der Gesang besteht aus 2 bis 3 dünnen Pfeiftönen etwa 1/s.

## Lebensweise
Die Nahrung besteht aus verschiedenen Insekten und Spinnen, die in Paaren, allein oder in gemischten Jagdgemeinschaften am oder dicht über dem Erdboden, meist zwischen 1 und 6 m Höhe gejagt werden.
Die Brutzeit liegt in Costa Rica zwischen März und Juli, in Venezuela zwischen Dezember und Februar. Das Nest ist eine tiefe, dünn gewobene Schale, mit Spinnweben zusammengehalten und an einer horizontalen Astgabel meist 1 bis 2 m über dem Erdboden angehängt. Das Gelege besteht aus zwei weißen oder cremefarbenen Eiern.

## Gefährdungssituation
Der Bestand gilt als nicht gefährdet (Least Concern).